# Susiana
La Susiana fu una delle satrapie achemenidi. Si trovava nell'odierno Khūzestān. Il centro più rilevante era Susa, una delle città in cui risiedeva il re achemenide.